# Joseph Mbong
 (mars 2025).
La mise en forme du texte ne suit pas les recommandations de Wikipédia : il faut le « wikifier ».
Les points d'amélioration suivants sont les cas les plus fréquents. Le détail des points à revoir est peut-être précisé sur la page de discussion.
- Les titres sont pré-formatés par le logiciel. Ils ne sont ni en capitales, ni en gras.
- Le texte ne doit pas être écrit en capitales (les noms de famille non plus), ni en gras, ni en italique, ni en « petit »…
- Le gras n'est utilisé que pour surligner le titre de l'article dans l'introduction, une seule fois.
- L'italique est rarement utilisé : mots en langue étrangère, titres d'œuvres, noms de bateaux, etc.
- Les citations ne sont pas en italique mais en corps de texte normal. Elles sont entourées par des guillemets français : « et ».
- Les listes à puces sont à éviter, des paragraphes rédigés étant largement préférés. Les tableaux sont à réserver à la présentation de données structurées (résultats, etc.).
- Les appels de note de bas de page (petits chiffres en exposant, introduits par l'outil «  Source ») sont à placer entre la fin de phrase et le point final[comme ça].
- Les liens internes (vers d'autres articles de Wikipédia) sont à choisir avec parcimonie. Créez des liens vers des articles approfondissant le sujet. Les termes génériques sans rapport avec le sujet sont à éviter, ainsi que les répétitions de liens vers un même terme.
- Les liens externes sont à placer uniquement dans une section « Liens externes », à la fin de l'article. Ces liens sont à choisir avec parcimonie suivant les règles définies. Si un lien sert de source à l'article, son insertion dans le texte est à faire par les notes de bas de page.
- La présentation des références doit suivre les conventions bibliographiques. Il est recommandé d'utiliser les modèles {{Ouvrage}}, {{Chapitre}}, {{Article}}, {{Lien web}} et/ou {{Bibliographie}}. Le mode d'édition visuel peut mettre en forme automatiquement les références.
- Insérer une infobox (cadre d'informations à droite) n'est pas obligatoire pour parachever la mise en page.

Pour une aide détaillée, merci de consulter Aide:Wikification.
Si vous pensez que ces points ont été résolus, vous pouvez retirer ce bandeau et améliorer la mise en forme d'un autre article.
Pour les articles homonymes, voir Mbong (homonymie).
Joseph Essien Mbong, né le 15 juillet 1997 à Lagos au Nigéria est un footballeur international maltais. Il joue au poste d'ailier droit au Ħamrun Spartans.

## Biographie
Mbong est d'origine nigériane. Son père Essien Mbong était également footballeur et a passé la majeure partie de sa carrière au Hibernians. Il est le frère aîné de Paul Mbong qui est également international maltais,.

## Statistiques

### Club
| Club                       | Saison         | Championnat            | Championnat | Championnat | Coupe nationale | Coupe nationale | Coupe internationale | Coupe internationale | Autre  | Autre | Total | Total |
| Club                       | Saison         | Division               | Matchs      | Buts        | Matchs          | Buts            | Matchs               | Buts                 | Matchs | Buts  | Apps  | Goals |
| -------------------------- | -------------- | ---------------------- | ----------- | ----------- | --------------- | --------------- | -------------------- | -------------------- | ------ | ----- | ----- | ----- |
| Hibernians                 | 2014-15        | Maltese Premier League | 16          | 0           | 4               | 1               | 1                    | 0                    | —      | —     | 21    | 1     |
| Hibernians                 | 2015-16        | Maltese Premier League | 19          | 0           | 1               | 0               | 2                    | 0                    | 0      | 0     | 22    | 0     |
| Hibernians                 | 2016-17        | Maltese Premier League | 17          | 0           | 0               | 0               | 2                    | 0                    | —      | —     | 19    | 0     |
| Hibernians                 | 2017-18        | Maltese Premier League | 21          | 1           | 2               | 0               | 4                    | 0                    | 1      | 0     | 28    | 1     |
| Hibernians                 | 2018-19        | Maltese Premier League | 26          | 3           | 2               | 1               | —                    | —                    | —      | —     | 28    | 4     |
| Hibernians                 | 2019-20        | Maltese Premier League | 18          | 2           | 2               | 0               | 2                    | 0                    | —      | —     | 22    | 2     |
| Hibernians                 | Total          | Total                  | 117         | 6           | 11              | 2               | 11                   | 0                    | 1      | 0     | 140   | 8     |
| Inter Zaprešić (prêt)      | 2016-17        | Croatian First League  | 0           | 0           | 0               | 0               | —                    | —                    | —      | —     | 0     | 0     |
| Ħamrun Spartans            | 2020-21        | Maltese Premier League | 22          | 7           | 1               | 0               | —                    | —                    | —      | —     | 23    | 7     |
| Ħamrun Spartans            | 2021-22        | Maltese Premier League | 27          | 3           | 3               | 0               | —                    | —                    | —      | —     | 30    | 3     |
| Ħamrun Spartans            | 2022-23        | Maltese Premier League | 10          | 0           | 2               | 0               | 0                    | 0                    | —      | —     | 12    | 0     |
| Ħamrun Spartans            | 2023-24        | Maltese Premier League | 23          | 0           | 3               | 0               | 6                    | 4                    | 1      | 0     | 33    | 4     |
| Ħamrun Spartans            | 2024-25        | Maltese Premier League | 11          | 4           | 0               | 0               | 4                    | 0                    | 0      | 0     | 15    | 4     |
| Ħamrun Spartans            | Total          | Total                  | 93          | 14          | 9               | 0               | 10                   | 4                    | 1      | 0     | 113   | 18    |
| Ironi Kiryat Shmona (prêt) | 2022-23        | Israeli Premier League | 15          | 0           | 0               | 0               | —                    | —                    | 4      | 1     | 19    | 1     |
| Total carrière             | Total carrière | Total carrière         | 225         | 20          | 20              | 2               | 21                   | 4                    | 6      | 1     | 272   | 27    |

### International
| Équipe nationale | Année | Matchs | Buts |
| ---------------- | ----- | ------ | ---- |
| Malte            | 2018  | 8      | 0    |
| Malte            | 2019  | 10     | 0    |
| Malte            | 2020  | 6      | 0    |
| Malte            | 2021  | 11     | 2    |
| Malte            | 2022  | 9      | 0    |
| Malte            | 2023  | 10     | 1    |
| Malte            | 2024  | 6      | 0    |
| Total            | Total | 60     | 3    |

| Non. | Date             | Lieu                            | Adversaire | Score | Résultat | Matchs                                                | Ref.  |
| ---- | ---------------- | ------------------------------- | ---------- | ----- | -------- | ----------------------------------------------------- | ----- |
| 1    | 24 mars 2021     | Stade National, Ta' Qali, Malte | Russie     | 1–2   | 1–3      | Qualifications pour la Coupe du Monde de la FIFA 2022 | [ 3 ] |
| 2    | 1 septembre 2021 | Stade national, Ta' Qali, Malte | Chypre     | 2–0   | 3–0      | Qualifications pour la Coupe du Monde de la FIFA 2022 | [ 4 ] |
| 3    | 6 septembre 2023 | Stade national, Ta' Qali, Malte | Gibraltar  | 1–0   | 1–0      | Amical                                                | [ 5 ] |

## Palmarès

### En club
| Hibernians FC (2)                                 | Ħamrun Spartans (6)                                                                                              | Malte |
| ------------------------------------------------- | --- | ----- |
| - Premier League (2) : - Champion : 2015 et 2017. | - Premier League (3) : - Champion : 2021, 2023 et 2024. - Coupe de Malte (3) : - Vainqueur : 2023, 2024 et 2025. |       |